# Bondrea, Olt
Bondrea este un sat în comuna Cezieni din județul Olt, Oltenia, România. Se află în partea de vest a județului, în Câmpia Romanați, la limita cu județul Dolj.